# Cecil Haig
Cecil Henry Haig (* 16. März 1862 in London; † 3. März 1947 in Monnington on Wye) war ein britischer Degenfechter.

## Erfolge
Cecil Haig nahm an den Olympischen Spielen 1908 in London teil. Bei diesen sicherte er sich mit Edgar Amphlett, Leaf Daniell, Martin Holt, Robert Montgomerie und Edgar Seligman die Silbermedaille im Mannschaftswettbewerb mit dem Degen. In der Einzelkonkurrenz zog er in die Finalrunde ein, die er auf dem fünften Platz beendete.